# Campionati mondiali juniores di bob 1999
I Campionati mondiali juniores di bob 1999, tredicesima edizione della manifestazione organizzata dalla Federazione Internazionale di Bob e Skeleton, si sono disputati il 17 e il 20 febbraio 1999 ad Altenberg, in Germania, sulla Rennschlitten- und Bobbahn Altenberg, il tracciato dove si svolse la rassegna iridata juniores del 1997. La località sassone situata al confine con la Repubblica Ceca ha quindi ospitato le competizioni mondiali di categoria per la seconda volta nel bob a due uomini e nel bob a quattro.

## Risultati

### Bob a due uomini
La gara si è disputata il 17 febbraio 1999 nell'arco di due manches ed hanno preso parte alla competizione 15 compagini in rappresentanza di 8 differenti nazioni.
| Pos. | Atleti                      | Nazione    | Tempo   | Distacco |
| ---- | --------------------------- | ---------- | ------- | -------- |
|      | René Spies Franz Sagmeister | Germania-1 | 1:55.04 |          |
|      | Matthias Höpfner René Hoppe | Germania-2 | 1:55.65 | +0.61    |
|      | Ralph Rüegg Stefan Hammer   | Svizzera-1 | 1:55.66 | +0.62    |
| 4    | Reto Rüegg Erich Schnyder   | Svizzera-3 | 1:56.24 | +1.20    |
| 5    | Martin Annen Daniel Schmid  | Svizzera-2 | 1:56.29 | +1.25    |
| ...  | ...                         | ...        | ...     | ...      |

### Bob a quattro
La gara si è disputata il 20 febbraio 1999 nell'arco di due manches ed hanno preso parte alla competizione 11 compagini in rappresentanza di 6 differenti nazioni.
| Pos. | Atleti                                                               | Nazione    | Tempo   | Distacco |
| ---- | -------------------------------------------------------------------- | ---------- | ------- | -------- |
|      | André Lange Enrico Kühn René Hoppe Lars Behrendt                     | Germania-1 | 1:53.46 |          |
|      | Matthias Höpfner Daniel Gärtner Marc Kühne Magnus Knigge             | Germania-2 | 1:53.68 | +0.31    |
|      | Ralph Rüegg Stefan Keller Stefan Hammer Elmar Schaufelberger         | Svizzera-1 | 1:54.16 | +0.70    |
| 4    | Martin Annen Beat Hefti Silvio Schaufelberger Daniel Schmid          | Svizzera-2 | 1:54.33 | +0.87    |
| 5    | Evgenij Popov Oleg Bobrovnikov Aleksej Selivërstov Aleksej Andrjunin | Russia-1   | 1:54.44 | +0.98    |
| ...  | ...                                                                  | ...        | ...     | ...      |

## Medagliere
| Posizione | Nazione  | Oro | Argento | Bronzo | Totale |
| --------- | -------- | --- | ------- | ------ | ------ |
| 1         | Germania | 2   | 2       | 0      | 4      |
| 2         | Svizzera | 0   | 0       | 2      | 2      |
| Totale    | Totale   | 2   | 2       | 2      | 6      |